# شو لی
شو لی (انگلیسی: Xu Li؛ زادهٔ ۱۷ دسامبر ۱۹۸۹) کشتی‌گیر اهل چین است.